# Cúp C1 châu Âu 1957–58
Cúp C1 châu Âu 1957–58 là mùa giải thứ ba của Cúp C1 châu Âu, giải đấu hàng đầu của bóng đá châu Âu. Real Madrid một lần nữa vô địch khi thắng Milan 3–2 trong trận chung kết, sau khi hòa 2–2 trong 2 hiệp chính. Đây là cúp C1 thứ 3 liên tiếp của đội bóng này. Tuy vậy, cúp năm này bị xấu đi vì Thảm họa hàng không München, với 8 cầu thủ Manchester United mất mạng trên đường về nhà từ Belgrade, sau trận hòa 3–3 ở lượt về tứ kết với Sao đỏ Belgrade. Manchester United cuối cùng bị AC Milan đánh bại trong trận bán kết.
Lần đầu tiên, đại diện của Cộng hòa Ireland, Bắc Ireland và Đông Đức tham gia, trong khi Thổ Nhĩ Kỳ không tham gia, do Turkish FA không kịp đăng ký Beşiktaş đúng hạn. Sevilla được mời mặc dù chỉ là đội á quân ở giải Tây Ban Nha năm trước, vì đội vô địch Real Madrid đã có suất; hai đội Tây Ban Nha đã gặp nhau trong trận tứ kết, đó là lần đầu tiên hai đội của cùng một quốc gia gặp nhau trong giải.

## Vòng loại
Rút thăm vòng loại diễn ra tại trụ sở Liên đoàn bóng đá Pháp ở Paris vào Thứ Ba 23 tháng 7 năm 1957. Là đương kim vô địch, Real Madrid được vào thẳng vòng sau, và 23 đội còn lại được nhóm lại theo địa lý thành ba bảng. Bốn đội đầu tiên được rút thăm, và bốn đội khác nữa trong bảng, sẽ đá vòng loại vào tháng 9, trong khi các CLB còn lại đều được vào thẳng.
|       |         | Pot 1 Western Europe | Pot 2 Central Europe | Pot 3 Eastern Europe   |
| ----- | ------- | -------------------- | -------------------- | ---------------------- |
| Drawn | Match 1 | Shamrock Rovers      | Red Star Belgrade    | Gwardia Warszawa       |
| Drawn | Match 1 | Manchester United    | Stade Dudelange      | Wismut Karl Marx Stadt |
| Drawn | Match 2 | Sevilla              | Milan                | CDNA Sofia             |
| Drawn | Match 2 | Benfica              | Rapid Wien           | Vasas                  |
| Drawn | Match 3 | Aarhus               |                      |                        |
| Drawn | Match 3 | Glenavon             |                      |                        |
| Drawn | Match 4 | Rangers              |                      |                        |
| Drawn | Match 4 | Saint-Étienne        |                      |                        |
| Byes  | Byes    | Norrköping           | Young Boys           | CCA Bucharest          |
| Byes  | Byes    | Royal Antwerp        | Borussia Dortmund    | Dukla Prague           |
| Byes  | Byes    | Ajax                 |                      |                        |

The calendar was decided by the involved teams, with all matches to be played by 30 September.
| Đội 1            | TTS  | Đội 2                  | Lượt đi | Lượt về |
| ---------------- | ---- | ---------------------- | ------- | ------- |
| CDNA Sofia       | 3–7  | Vasas                  | 2–1     | 1–6     |
| Rangers          | 4–3  | Saint-Étienne          | 3–1     | 1–2     |
| Stade Dudelange  | 1–14 | Red Star Belgrade      | 0–5     | 1–9     |
| AGF              | 3–0  | Glenavon               | 0–0     | 3–0     |
| Gwardia Warszawa | 4–41 | Wismut Karl Marx Stadt | 3–1     | 1–3     |
| Sevilla          | 3–1  | Benfica                | 3–1     | 0–0     |
| Shamrock Rovers  | 2–92 | Manchester United      | 0–6     | 2–3     |
| Milan            | 6–63 | Rapid Wien             | 4–1     | 2–5     |

1 Wismut Karl Marx Stadt qualified due to a coin toss, after their play-off against Gwardia Warszawa was abandoned after 100 minutes due to floodlight power failure with the result of 1–1.
2 To allow an evening kick-off at Dalymount Park in Dublin, which had no floodlights, the teams agreed to change over at half-time without a break. Consequently, the Irish part-timers ran out of steam and Manchester United's 1-0 half-time lead deteriorated to 6-0. As United's sixth goal hit the Rovers' net an angry voice in the crowd was heard to say: "Ye feckers! Wait till we get you in Manchester!" The second leg was indeed a closer match, as it was played under lights at Old Trafford with the normal half-time break.
3 Milan beat Rapid Wien 4–2 in a play-off to qualify.

### Lượt đi
| CDNA Sofia      | 2–1    | Vasas        |
| --------------- | ------ | ------------ |
| Milanov 2', 38' | Report | Bundzsák 53' |

| Rangers                                    | 3–1    | Saint-Étienne |
| ------------------------------------------ | ------ | ------------- |
| Kitchenbrand 19' · Scott 47' · Simpson 82' | Report | Mekloufi 14'  |

| Stade Dudelange | 0–5    | Red Star Belgrade                               |
| --------------- | ------ | ----------------------------------------------- |
|                 | Report | Kostić 11', 16' · Rudinski 47', 55' · Mitić 87' |

| AGF | 0–0    | Glenavon |
| --- | ------ | -------- |
|     | Report |          |

| Gwardia Warszawa                                  | 3–1    | Wismut Karl Marx Stadt |
| ------------------------------------------------- | ------ | ---------------------- |
| Baszkiewicz 49' · Lewandowski 59' · Gawroński 88' | Report | S. Kaiser 79'          |

| Sevilla                                 | 3–1    | Benfica      |
| --------------------------------------- | ------ | ------------ |
| Pahuet 46' · Antoniet 59' · Pepillo 79' | Report | Palmeiro 48' |

| Shamrock Rovers | 0–6    | Manchester United                                           |
| --------------- | ------ | ----------------------------------------------------------- |
|                 | Report | T. Taylor 36', 63' · Whelan 51', 57' · Berry 71' · Pegg 72' |

| Milan                                                | 4–1    | Rapid Wien |
| ---------------------------------------------------- | ------ | ---------- |
| Grillo 4' · Bean 8' · Höltl 74' (l.n.) · Mariani 82' | Report | Dienst 58' |

### Lượt về
| Saint-Étienne              | 2–1    | Rangers    |
| -------------------------- | ------ | ---------- |
| Ferrier 18' · Oleksiak 72' | Report | Wilson 61' |

Rangers thắng 4–3 chung cuộc.
| Glenavon | 0–3    | AGF                                 |
| -------- | ------ | ----------------------------------- |
|          | Report | Kjær Andersen 13', 45' · Jensen 40' |

Aarhus thắng 3–0 chung cuộc.
| Benfica | 0–0    | Sevilla |
| ------- | ------ | ------- |
|         | Report |         |

Sevilla thắng 3–1 chung cuộc.
| Red Star Belgrade                                               | 9–1    | Stade Dudelange |
| --------------------------------------------------------------- | ------ | --------------- |
| Cokić 5', 38', 66', 69' · Mitić 10' · Kostić 17', 29', 30', 33' | Report | Rongoni 31'     |

Red Star Belgrade thắng 14–1 chung cuộc.
| Manchester United          | 3–2    | Shamrock Rovers           |
| -------------------------- | ------ | ------------------------- |
| Viollet 5', 60' · Pegg 20' | Report | McCann 55' · Hamilton 66' |

Manchester United thắng 9–2 chung cuộc.
| Vasas                                                             | 6–1    | CDNA Sofia    |
| ----------------------------------------------------------------- | ------ | ------------- |
| Csordás 35', 38', 51' · Berendi 48' · Bundzsák 68' · Szilágyi 89' | Report | Panayotov 25' |

Vasas thắng 7–3 chung cuộc.
| Rapid Wien                                                           | 5–2    | Milan                 |
| -------------------------------------------------------------------- | ------ | --------------------- |
| A. Körner 1' · Dienst 31' · Bertalan 57' · Riegler 62' · Hanappi 78' | Report | Grillo 19' · Bean 77' |

Milan 6–6 Rapid Wien chung cuộc.
| Wismut Karl Marx Stadt             | 3–1    | Gwardia Warszawa |
| ---------------------------------- | ------ | ---------------- |
| M. Kaiser 10' · S. Kaiser 74', 80' | Report | Baszkiewicz 60'  |

Gwardia Warszawa 4–4 Wismut Karl Marx Stadt chung cuộc.

### Play-off
| Milan                                           | 4–2    | Rapid Wien                        |
| ----------------------------------------------- | ------ | --------------------------------- |
| Bean 6', 82' · Bergamaschi 41' · Schiaffino 54' | Report | Happel 38' (ph.đ.) · Bertalan 72' |

Milan thắng play-off 4–2.
| Wismut Karl Marx Stadt | 1–1    | Gwardia Warszawa |
| ---------------------- | ------ | ---------------- |
| Tröger 90'             | Report | Z. Szarzyński 3' |

Wismut Karl Marx Stadt qualified due to a coin toss, after their play-off against Gwardia Warszawa was abandoned with the result of 1–1 after 100 minutes due to floodlight power failure.

## First round
| Đội 1                  | TTS  | Đội 2             | Lượt đi | Lượt về |
| ---------------------- | ---- | ----------------- | ------- | ------- |
| Royal Antwerp          | 1–8  | Real Madrid       | 1–2     | 0–6     |
| Norrköping             | 3–4  | Red Star Belgrade | 2–2     | 1–2     |
| Wismut Karl Marx Stadt | 1–4  | Ajax              | 1–3     | 0–1     |
| Young Boys             | 2–3  | Vasas             | 1–1     | 1–2     |
| Manchester United      | 3–1  | Dukla Prague      | 3–0     | 0–1     |
| Sevilla                | 4–2  | AGF               | 4–0     | 0–2     |
| Borussia Dortmund      | 5–51 | CCA Bucharest     | 4–2     | 1–3     |
| Rangers                | 1–6  | Milan             | 1–4     | 0–2     |

1 Borussia Dortmund beat CCA Bucureşti 3–1 in a play-off to qualify for the quarter-finals.

### Lượt đi
| Royal Antwerp | 1–2    | Real Madrid         |
| ------------- | ------ | ------------------- |
| De Backer 58' | Report | Di Stéfano 15', 61' |

| Norrköping                   | 2–2    | Red Star Belgrade       |
| ---------------------------- | ------ | ----------------------- |
| Håkansson 75' · Källgren 85' | Report | Toplak 88' · Kostić 90' |

| Wismut Karl Marx Stadt | 1–3    | Ajax                                   |
| ---------------------- | ------ | -------------------------------------- |
| Müller 87'             | Report | van der Kuil 5', 62' · Bleijenberg 17' |

| Young Boys       | 1–1    | Vasas       |
| ---------------- | ------ | ----------- |
| Wechselberger 7' | Report | Csordás 90' |

| Manchester United                      | 3–0    | Dukla Prague |
| -------------------------------------- | ------ | ------------ |
| Webster 63' · T. Taylor 65' · Pegg 79' | Report |              |

| Sevilla                           | 4–0    | AGF |
| --------------------------------- | ------ | --- |
| Antoniet 6', 30' · Loren 24', 52' | Report |     |

| Borussia Dortmund                    | 4–2    | CCA Bucharest           |
| ------------------------------------ | ------ | ----------------------- |
| Peters 35', 62', 64' · Niepieklo 66' | Report | Zavoda I 43' · Bone 50' |

| Rangers    | 1–4    | Milan                                    |
| ---------- | ------ | ---------------------------------------- |
| Murray 31' | Report | Grillo 75', 83' · Baruffi 81' · Bean 86' |

### Lượt về
| Red Star Belgrade | 2–1    | Norrköping  |
| ----------------- | ------ | ----------- |
| Spajić 75', 88'   | Report | Backman 16' |

Red Star Belgrade thắng 4–3 chung cuộc.
| Ajax          | 1–0    | Wismut Karl Marx Stadt |
| ------------- | ------ | ---------------------- |
| Ouderland 79' | Report |                        |

Ajax thắng 4–1 chung cuộc.
| Real Madrid                                          | 6–0    | Royal Antwerp |
| ---------------------------------------------------- | ------ | ------------- |
| Rial 2', 4', 41' · Marsal 52' · Kopa 79' · Gento 89' | Report |               |

Real Madrid thắng 8–1 chung cuộc.
| Vasas           | 2–1    | Young Boys    |
| --------------- | ------ | ------------- |
| Csordás 8', 12' | Report | Schneiter 89' |

Vasas thắng 3–2 chung cuộc.
| Dukla Prague | 1–0    | Manchester United |
| ------------ | ------ | ----------------- |
| Dvořák 17'   | Report |                   |

Manchester United thắng 3–1 chung cuộc.
| AGF             | 2–0    | Sevilla |
| --------------- | ------ | ------- |
| Jensen 41', 86' | Report |         |

Sevilla thắng 4–2 chung cuộc.
| CCA Bucharest                                   | 3–1    | Borussia Dortmund |
| ----------------------------------------------- | ------ | ----------------- |
| Tătaru 17' · Constantin 25' · Alecsandrescu 45' | Report | Niepieklo 12'     |

Borussia Dortmund 5–5 CCA Bucureşti chung cuộc.
| Milan                   | 2–0    | Rangers |
| ----------------------- | ------ | ------- |
| Baruffi 37' · Galli 48' | Report |         |

Milan thắng 6–1 chung cuộc.

### Play-off
| Borussia Dortmund                      | 3–1    | CCA Bucharest |
| -------------------------------------- | ------ | ------------- |
| Dulz 15' · Kelbassa 62' · Preißler 79' | Report | Cacoveanu 35' |

Borussia Dormund thắng the play-off 3–1.

## Tứ kết
| Đội 1             | TTS  | Đội 2             | Lượt đi | Lượt về |
| ----------------- | ---- | ----------------- | ------- | ------- |
| Manchester United | 5–4  | Red Star Belgrade | 2–1     | 3–3     |
| Real Madrid       | 10–2 | Sevilla           | 8–0     | 2–2     |
| Ajax              | 2–6  | Vasas             | 2–2     | 0–4     |
| Borussia Dortmund | 2–5  | Milan             | 1–1     | 1–4     |

### Lượt đi
| Manchester United         | 2–1    | Red Star Belgrade |
| ------------------------- | ------ | ----------------- |
| Charlton 65' · Colman 81' | Report | Tasić 35'         |

| Real Madrid                                                                    | 8–0    | Sevilla |
| ------------------------------------------------------------------------------ | ------ | ------- |
| Di Stéfano 10', 54' (ph.đ.), 85', 88' · Kopa 37', 73' · Marsal 48' · Gento 81' | Report |         |

| Ajax               | 2–2    | Vasas             |
| ------------------ | ------ | ----------------- |
| Ouderland 31', 42' | Report | Bundzsák 73', 82' |

| Borussia Dortmund      | 1–1    | Milan     |
| ---------------------- | ------ | --------- |
| Bergamaschi 90' (l.n.) | Report | Galli 45' |

### Lượt về
| Red Star Belgrade                   | 3–3    | Manchester United              |
| ----------------------------------- | ------ | ------------------------------ |
| Kostić 46', 58' · Tasić 50' (ph.đ.) | Report | Viollet 2' · Charlton 30', 31' |

Manchester United thắng 5–4 chung cuộc.
| Sevilla               | 2–2    | Real Madrid     |
| --------------------- | ------ | --------------- |
| Payá 22' · Pahuet 29' | Report | Pereda 48', 62' |

Real Madrid thắng 10–2 chung cuộc.
| Vasas                                        | 4–0    | Ajax |
| -------------------------------------------- | ------ | ---- |
| Bundzsák 7' · Szilágyi 9', 39' · Csordás 29' | Report |      |

Vasas thắng 6–2 chung cuộc.
| Milan                                                   | 4–1    | Borussia Dortmund |
| ------------------------------------------------------- | ------ | ----------------- |
| Cucchiaroni 11' · Liedholm 21' · Galli 63' · Grillo 86' | Report | Preißler 37'      |

Milan thắng 5–2 chung cuộc.

## Bán kết
| Đội 1             | TTS | Đội 2 | Lượt đi | Lượt về |
| ----------------- | --- | ----- | ------- | ------- |
| Real Madrid       | 4–2 | Vasas | 4–0     | 0–2     |
| Manchester United | 2–5 | Milan | 2–1     | 0–4     |

### Lượt đi
| Real Madrid                                  | 4–0    | Vasas |
| -------------------------------------------- | ------ | ----- |
| Di Stéfano 9', 42', 50' (ph.đ.) · Marsal 46' | Report |       |

| Manchester United                   | 2–1    | Milan          |
| ----------------------------------- | ------ | -------------- |
| Viollet 39' · E. Taylor 80' (ph.đ.) | Report | Schiaffino 24' |

### Lượt về
| Vasas                              | 2–0    | Real Madrid |
| ---------------------------------- | ------ | ----------- |
| Bundzsák 25' · Csordás 53' (ph.đ.) | Report |             |

Real Madrid thắng 4–2 chung cuộc.
| Milan                                                  | 4–0    | Manchester United |
| ------------------------------------------------------ | ------ | ----------------- |
| Schiaffino 2', 76' · Liedholm 51' (ph.đ.) · Danova 67' | Report |                   |

Milan thắng 5–2 chung cuộc.

## Chung kết
| Real Madrid                            | 3–2 (s.h.p.) | Milan                       |
| -------------------------------------- | ------------ | --------------------------- |
| Di Stéfano 74' · Rial 79' · Gento 107' | Report       | Schiaffino 59' · Grillo 77' |

## Cầu thủ ghi bàn nhiều nhất
The top scorers from the 1957–58 European Cup were as follows:
| Rank | Name                    | Team              | Goals |
| ---- | ----------------------- | ----------------- | ----- |
| 1    | Alfredo Di Stéfano      | Real Madrid       | 10    |
| 2    | Bora Kostić             | Red Star Belgrade | 9     |
| 3    | Lajos Csordás           | Vasas             | 8     |
| 4    | Dezső Bundzsák          | Vasas             | 6     |
| 4    | Ernesto Grillo          | Milan             | 6     |
| 6    | Gastone Bean            | Milan             | 5     |
| 6    | Juan Alberto Schiaffino | Milan             | 5     |
| 8    | Jovan Cokić             | Red Star Belgrade | 4     |
| 8    | Héctor Rial             | Real Madrid       | 4     |
| 8    | Dennis Viollet          | Manchester United | 4     |